# Emanation (Physik)
Emanation ist ein Oberbegriff für die Freisetzung von Material in nicht fester oder flüssiger Form aus zumeist festen Ausgangsverbindungen. Der Ausdruck wird benutzt in der Mineralogie, Geologie, Physik und Chemie. Ein Beispiel der Emanation ist das Entweichen von gasförmigen Produkten beim radioaktiven Zerfall.
In Isaac Newtons Theorie vom Licht (Korpuskeltheorie) ist Emanation das Ausströmen der Lichtmaterie von den leuchtenden Körpern.
Die erste weitläufige Verwendung des Begriffs Emanation fand in den Jahren ab 1900 statt. Als Emanation (per se, ohne Zusatzangabe) wurde das Isotop 222Rn bezeichnet, das beim Zerfall des Radium entsteht und den Hauptteil der vom Radium ausgehenden Strahlung ausmacht. Da sich diese durch Luftbewegung, Lösung oder Erhitzen verändert, wurde schon bald die Entstehung eines neuen Gases dafür verantwortlich gemacht. Erst später, als weitere solche Gase bekannt wurden, unterschied man diese durch zusätzliche Nennung der Quelle (Radium-Emanation).